# Mahabo (Betroka)
Mahabo est une commune urbaine malgache, située dans le district de Betroka, dans la partie nord de la région d'Anosy.